# Nyilasi Mátyás
Nyilasi Mátyás, Ugrinovits Mátyás (Győr, 1861. április 12. – Arad, 1900. november 16.) magyar komikus, buffó (színész, énekes, bohóc).

## Életpályája
1879-ben már Beődy Gábornál járt Győrben. 1881-ben és 1899-ben Kassán szerepelt. 1883–1889 között Krecsányi Ignác társulatában tűnt fel. 1889–1890 között Somogyi Károly mellett volt látható. 1890-ben és 1900-ban Aradon játszott. 1894–1896 között Debrecenben színészkedett. 1896–1899 között Szegeden szerepelt.

### Halála
Öngyilkos lett, agyonlőtte magát. Temetését Leszkay András színházigazgató szervezte meg. Gáthy Kálmán és Fenyéri Mór búcsúztatta. Síremlékét 1902. március 24-én leplezték le. Sírfelirata:
Nem határkő itt ez emlék

Közönséged változott csak

Föld helyett az ég adózik

Fejedelmi humorodnak

## Színházi szerepei
- ifj. Johann Strauss: A denevér – Fresch
- ifj. Johann Strauss: A cigánybáró – Zsupán